# Akira Kadži
Akira Kadži (japonsko 加地 亮), japonski nogometaš, * 13. januar 1980.
Za japonsko reprezentanco je odigral 64 uradnih tekem.